# Blason d'Anjou
L'Anjou porte d'azur à trois fleurs de lis d'or à la bordure de gueules.
|                                   | L'Anjou n'a pas toujours porté ces armoiries. Geoffroy Plantagenêt, comte d'Anjou, est le plus ancien seigneur dont le blason est connu. Il est représenté sur son tombeau au Mans, mais de profil, si bien que l'on ignore le nombre réel de lionceaux. Il semble qu'il y ait un consensus sur le nombre de six, ce qui donne d'azur, à six (nombre supposé) lionceaux d'or posés 3, 2 et 1. Ses héritiers, les rois d'Angleterre, portèrent des armes aux léopards.                                                                   |
|                                   | Philippe Auguste fit la conquête de l'Anjou sur Jean sans Terre. Son fils Louis VIII le Lion donna l'Anjou en apanage à son fils Charles, lequel adopta comme armes le semé de lis de France, brisé d'un lambel : d'azur semé de fleurs de lis d'or au lambel de gueules |
|                                   | Les comtés d'Anjou et du Maine constituèrent la dot de sa petite fille Marguerite d'Anjou, épouse de Charles de Valois, fils du roi Philippe III le Hardi. Charles de Valois avait brisé le semé de lis avec une bordure de gueules : d'azur semé de fleurs de lis d'or à la bordure de gueules. Son propre fils devint roi de France sous le nom de Philippe VI de Valois et usa des armes de France. Le roi Jean II le bon donna l'Anjou en apanage à son fils Louis Ier d'Anjou, qui adopta comme armes celles de Charles de Valois. |
| Armes de René d'Anjou             | Peu de temps après le roi de France Charles V le sage simplifia ses armes : au lieu d'un semé de lis, il prit trois fleurs de lis. Chez les ducs d'Anjou, ce fut seulement son petit-neveu René Ier d'Anjou (1409 † 1480) qui adopta cette simplification dans les armoiries qu'il prit en 1470. |
| Armes des Bourbons rois d'Espagne | L'Anjou fut rattaché ensuite au domaine royal, mais le titre fut accordé à plusieurs fils de France, qui adoptèrent ces armoiries : d'azur à trois fleurs de lis d'or à la bordure de gueules. L'un d'eux, Philippe de France, petit-fils de Louis XIV, devint roi d'Espagne et plaça ses armes sur celles d'Espagne. |